# Abie’s Irish Rose
Abie’s Irish Rose ist eine Komödie in drei Akten von Anne Nichols. Das Stück eröffnete am 23. Mai 1922 am New Yorker Broadway, nachdem es bereits in Los Angeles und San Francisco aufgeführt wurde.
Obwohl von der Kritik eher abschätzig beurteilt, entwickelte sich das Schauspiel zu einem Kassenschlager; es lief dort mehr als fünf Jahre und brachte es auf 2327 Vorstellungen – das Stück mit der längsten Laufzeit am Broadway bis dahin. Für Anne Nichols, die das Stück in New York produziert hatte, blieb es ein einmaliger, jedoch äußerst großer kommerzieller Erfolg – von der damaligen Presse auch „million dollar play“ genannt.
Abgesehen von unzähligen Tourneeproduktionen in den Vereinigten Staaten, kam es zu zwei Revivals am Broadway (1937 und 1954), zwei Verfilmungen (1928 und 1946) und zur Ausstrahlung einer Hörspielserie (NBC 1942–1944).
Filme, wie die siebenteilige The Cohens and the Kellys-Reihe waren wenig später mit ähnlichem Inhalt ebenfalls sehr erfolgreich.

## Handlung
Solomon Levy ist ein wohlhabender jüdischer New Yorker Kaufmann und Witwer. Von seinem Sohn erwartet er, dass dieser sich eine rechtgläubige Schwiegertochter nimmt und der künftige Nachwuchs der Tradition entsprechend erzogen wird.

Abie liebt aber Rosemary, ein irischstämmiges katholisches Mädchen. Die beiden haben sich protestantisch trauen lassen. Der Vater weiß davon nichts. Abie stellt ihm seine Frau als polnischstämmige Jüdin Rosie Murpheski vor. Sie gefällt dem Alten, er beschließt die Vermählung der jungen Leute und bestellt den Rabbi.
Patrick Murphy, Rosemarys Vater, ist gut katholisch und ebenfalls Witwer. Er reist in Begleitung eines Priesters nach New York. Er nimmt an, dass seine Tochter einen irischstämmigen Katholiken heiraten wird.

Den Irrtum erkennt er, als er das Haus der Levys betritt. Während sich nun die alten Herren zanken, verstehen sich Rabbi und Priester ausgezeichnet – Abie und Rosemary werden zur Sicherheit auch noch katholisch getraut.

Die Väter fordern die Trennung des jungen Paares – das trennt sich von den Vätern.
Mehr als ein Jahr muss vergehen, bis die Alten, von Neugier getrieben, die junge Familie besuchen. Rosemary hat zweieiige Zwillinge zur Welt gebracht – denen wurden großelterliche Namen gegeben, Rebecca und Patrick.

Nachdem sich die Großväter noch einmal streiten, kommt es endlich zur Versöhnung.